# Jan Masséus
Jan Masséus (Rotterdam, 28 januari 1913 – Bilthoven, 15 februari 1999) was een Nederlandse componist, muziekpedagoog, pianist en muziekcriticus.

## Levensloop
Hij was zoon van procuratiehouder Jan Willem Masseus en Hester Elisabeth Mak van Waay. Broer Edward Masséus (Rotterdam, 5 juni 1917- 26 februari 2004) werd kunstschilder, aquarellist. Hijzelf was getrouwd met Hermana Noordermeer.
Masséus studeerde aan het Rotterdams Conservatorium bij Jaap Callenbach, Phons Dusch en Iskar Aribo (piano), alsook bij Willem Pijper, Henk Badings en Piet Ketting (compositie). Na het behalen van zijn diploma's was hij actief als concertpianist in diverse kamermuziekensembles en als interpreet van eigen werk. Hij werd docent voor piano aan het Rotterdams Conservatorium en fungeerde van 1956 tot 1961 als muziekverslaggever bij het Algemeen Dagblad en Het Vrije Volk.
Per 1 september 1961 volgde een benoeming als directeur van de Leeuwarder muziekschool, in combinatie met het directeurschap van de Federatie van Friese muziekscholen. In 1962 richtte hij het Fries Kamerorkest op. Door zijn bijzondere inzet ontstond uit de Muziekschool van Leeuwarden later de Muziek Pedagogische Akademie (MPA).
Van de hand van Masséus als componist ontstonden in de jaren 1942/1943 de eerste werken, welke na de Tweede Wereldoorlog in de catalogus van de stichting Donemus werd opgenomen. Na de onderduikperiode tijdens de oorlog ontstonden talloze kamermuziek- en orkestwerken, welke alle meerdere malen in de concertzaal en voor de radio tot uitvoering kwamen. Met het doel van de repertoirevernieuwing van de HaFaBra-muziek schreef hij in 1955 het Concerto grosso voor harmonieorkest, een opdracht gegeven door de Rotterdamse Kunststichting. Voor een bepaalde tijd heeft hij op het terrein van de elektronische muziek experimenteel werk verricht in de studio voor elektronische muziek van de Technische Universiteit Delft (1958/1959), toen nog Technische Hogeschool geheten. Een resultaat van deze werkzaamheden was de muzikale illustratie van de kleurenfilm Stroy in the rocks in opdracht van de BPM. In 1953 ontving hij voor zijn Vioolconcert op. 23 een prijs door de AVRO en in 1957 voor zijn liederencyclus op Gezelle-teksten de ANV-Visser Neerlandia-prijs voor muziek. In 1966 werd hij hem Gouden viooltje door het toenmalige Frysk Orkest, nu: Noord Nederlands Orkest toegekend. In 1972 kreeg hij de zilveren medaille en het diploma van de Société d'encouragement et d'éducation Arts-Sciences-Lettres. In 1979 werd hij benoemd tot Ridder in de Orde van Oranje-Nassau.

## Composities

### Werken voor orkest
- 1945 Concert, voor piano en orkest
- 1949 Symphonische variaties, voor piano en strijkorkest, op. 9
- 1951 Symfonietta, voor kamerorkest, op. 16
- 1953 Concert, voor viool en kamerorkest, op. 23
- 1956 Concert, voor 2 dwarsfluiten en orkest, op. 29 (opgedragen aan: Eduard Flipse, het Rotterdams Philharmonisch Orkest, Wim Clemens en Raymond Delnoye)
- 1960 Cassatione, vijf dansen voor kamerorkest, op. 33
- 1966 Concert, voor piano en orkest, op. 37 (opgedragen aan: Alfred Salten en het Frysk Orkest)
- 1969 Six variations on a Dutch folksong, voor schoolorkest (2 dwarsfluiten, 2 klarinetten, trompet en strijkorkest)
- 1973 Akoetest, voor orkest, op 45
- 1981 Iowa-serenade, voor orkest, op. 56
- 1982-1983 Skriabinade - hommage à Skriabin, symfonische suite voor orkest, op. 60
- 1984 Concertino, voor accordeon en jeugdorkest, op. 62
- 1986 Homo ludens, suite voor kamerorkest, op. 65
- 1990 Tángola, voor dwarsfluit en kamerorkest, op. 73a
- 1994 Concert, voor piano en orkest, op. 81

### Werken voor harmonie- of fanfareorkest of brassband
- 1955 Concerto grosso, voor harmonieorkest
- 1979 Trifolium, voor harmonieorkest, op. 54
- 1981 Concert, voor eufonium en fanfareorkest, op. 58 (ook in een versie voor brassband)
- 1985 Drentse metamorfosen, voor gemengd koor en fanfareorkest, op. 63 - tekst: Marga Kool
- 1986 Aquarius, voor brassband, op. 64 (in 1987 bewerkt voor fanfareorkest door René Pisters)
- 1987 Spirals, voor fanfareorkest, op. 66
- 1988 Nada Brahma, symfonische variaties op een thema van Gabriel Fauré voor piano vierhandig en harmonieorkest, op. 67
- 1991 rev.1992 Pandora, voor solo slagwerker en harmonieorkest, op. 74 (opgedragen aan: Gerard van der Kolk)
- 1994 Clavicor '94, voor harmonie- of fanfareorkest

### Missen en andere kerkmuziek
- 1987 In memoriam Lucia, voor sopraan, gemengd koor en orgel, op. 78 - tekst: Requiem aeternam en Nederlandse teksten van Jaap Kooiker en Toon Hermans

### Vocale muziek

#### Cantates
- 1951-1952 Cantate Rotterdam, voor sopraan, mannenkoor, piano en harmonieorkest, op 17 a

#### Werken voor koor
- 1965 De vreemde fluitist, driestemmig koor (SABr), gitaar, slagwerk en contrabas, op. 36 - tekst: J. W. Masséus Sr.
- 1967 Camphuysen-liederen, voor gemengd koor, 3 trompetten, 3 trombones en tuba, op. 38 - tekst: Dirck Raphaëlszoon Camphuysen
- 1970 Vier liederen, voor eenstemmig vrouwenkoor, 3 hoorns, 3 trompetten, 2 trombones, tuba, contrabas en 2 slagwerkers, op. 40 - tekst: op Friese en Jiddische teksten
  1. Wäldsang
  2. It Heitelân
  3. Zog nit Jejnmol - tekst: Hirsch Glik
  4. Frijheit Hwerta? - tekst: F. Dam
- 1974 Kadullerie, voor gemengd koor, piano en slagwerk, op. 46
- 1975 Schermutselingen, collage voor gemengd koor, 2 piano's en orkest, op. 48 - gecomponeerd ter gelegenheid van de opening van de verbouwde Harmonie-zaal te Leeuwarden op 17 december 1975
- 1979 Het meezennestje, voor kinderkoor, gemengd jeugd- en jongerenkoor en piano, op. 53 - tekst: Guido Gezelle
- 1992 De eenling, voor gemengd koor a capella, op. 77 - tekst: Ida G.M. Gerhardt

#### Liederen
- 1950 Ars poëtica, liederencyclus voor sopraan en piano, op. 14 - tekst: Ida G.M. Gerhardt
- 1952 Marsman-cyclus, voor alt (of bariton) en piano, op. 20
- 1955 Gezelle-liederen, zangcyclus voor sopraan, alt, 2 slagwerkers en piano vierhandig, op. 26 - tekst: Guido Gezelle
- 1973 De zeven tegeltableaux, voor bariton (zang/declamatie), koperblazers (2 trompetten, 2 hoorns, 2 trombones), contrabas en slagwerker, op. 44 - tekst: Jaap Romijn
- 1974 My kingdom, zangcyclus voor middenstem en piano, op. 47a - tekst: Robert Louis Stevenson
  1. My kingdom
  2. Rain
  3. Singing
  4. Where go the boats?
  5. Windy nights
- 1981 Triptyque maçonnique, voor bas, dwarsfluit en orgel, op. 57 - tekst: Willem Brandt

### Kamermuziek
- 1946 Sonate, voor viool en piano, op. 4
- 1948 Trio, voor dwarsfluit, viool en piano, op. 8
- 1950 Strijkkwartet, op. 13
- 1950 Sonate nr. 2, viool en piano, op. 15
- 1951 Kleine suite, voor viool en piano
- 1952 Fantasie, voor altfluit en piano, op. 12
- 1952 Quintetto, per pianoforte e quartetto d'archi, op. 17
- 1952 Introductie en allegro, voor hobo, klarinet en piano, op. 19
- 1953 Capriccio, voor dwarsfluit en piano, op. 18
- 1955 Sonate, voor dwarsfluit en piano, op. 28
- 1956 Partita, voor viool en piano, op. 30
- 1958 Sérénade, voor viool, altviool, hobo en fagot, op. 31
- 1968 Seven minutes organized sound, voor 3 houtblaasinstrumenten (2 fluiten (of: 2 hobo's, of: 2 klarinetten) en althobo (of: klarinet)), gitaar en slagwerk
- 1970 Zes schetsen, voor drie of vier blaasinstrumenten (verschillende combinaties van houten en/of koperen blaasinstrumenten)
- 1972 Contemplations - about a theme of Gabriel Fauré, voor piano (solo), 2 trompetten, 2 hoorns, 2 trombones en tuba, pauken en slagwerk, op. 43
- 1973 Tango, voor drie dwarsfluiten, cello en piano
- 1977 Concertino, voor dwarsfluit en 5 accordeons, opus 50[2]
- 1980 Sept pièces brèves, voor hobo, klarinet en piano, op. 55
- 1989 Chameleon, voor altklarinet en piano, op. 70
- 1989 Tángola, voor dwarsfluit en piano, op. 73
- 1993 7 miniaturen, voor viool, cello en piano, op. 79
- 1995 De rieten wereld, voor twaalf saxofoons, op. 82
- Habanango, voor vier clarinetten, contrabas, slagwerk en piano
- Wayang-liederen, voor spreekstem, vibrafoon, marimbafoon, xylofoon en slagwerk, op. 76 - tekst: Noto Soeroto

### Werken voor orgel
- 1949 Variations mélodiques, op. 11
- 1982 Intrada en postludium, op. 57a

### Werken voor piano
- 1941 Prelude & Fuga a mineur (in den stijl van Bach), op. 1
- 1941 Negen variaties op een thema van Brahms, voor 2 piano's, op. 2[3]
- 1942 Schubert-variaties, voor 2 piano's, op. 3
- 1944 Tango grazioso, op. 83
- 1947 Espana, op. 6
- 1947 Symphonische fantasie, voor 2 piano's, op. 7
- 1949 Invocatio, op. 10
- 1952 Helicon-suite, voor piano vierhandig
- 1954 Zoölogische impressies, voor piano vierhandig, op. 24
  1. Het aquarium
  2. Zee-anemonen
  3. De kameel
  4. Het kaméléon
  5. De slang
  6. Spelende apen
- 1954 Sonatina piccola, op. 25
- 1955 Balletto piccolo, voor twee piano's, op. 27
- 1957 Tom Poes-suite, op. 59
- 1969 Confetti, 7 moderne dansen voor piano vierhandig, op. 34
- 1974 Pentatude, 5 concertetudes, op. 47
- 1978 Pavamba, voor 2 piano's (of piano vierhandig)
- 1983 Skriabinade, voor piano vierhandig, op. 60a
- 1989 Tango festivo, op. 71
- 1989 Trapeze, concertetude, op. 72

### Werken voor beiaard
- 1976 Silabe

### Werken voor accordeonorkest
- 1975 Sonatina piccola
- Musicabacus, op. 61

### Filmmuziek
- Stroy in the rocks